# Caprella arimotoi
Caprella arimotoi is een vlokreeftensoort uit de familie van de Caprellidae. De wetenschappelijke naam van de soort is voor het eerst geldig gepubliceerd in 1993 door Takeuchi.